# Fujairah
Fujairah (tiếng Ả Rập: الفجيرة Al Fuǧaira) là một trong bảy tiểu vương quốc hình thành nên Các Tiểu vương quốc Ả Rập Thống nhất, và là tiểu vương quốc duy nhất trong số đó chỉ có bờ biển ven vịnh Oman và không có bờ biển ven vịnh Ba Tư, giáp biên giới với các tỉnh Musandam (ở phía bắc) và Al Batinah Bắc (ở phía nam) của Oman.
Năm 1902, Fujairah tham gia vào các mối quan hệ theo hiệp ước với Anh Quốc, trở thành tiểu vương quốc cuối cùng gia nhập Các quốc gia Đình chiến (Trucial States). Ngày 2 tháng 12 năm 1971, Fujairah gia nhập vào CTVQARTN.
Fujairah là nơi có thánh đường Hồi giáo cổ nhất tại CVQARTN, thánh đường này được xây dựng vào năm 1446 bằng bùn và gạch. Nó tương tự như các thánh đường Hồi giáo khác được xây dựng tại Yemen, đông bộ Oman, và Qatar. Thánh đường Al Bidyah chỉ có bốn mái vòm (các thánh đường Hồi giáo khác thường có tứ 7-12 mái vòm) và thiếu một tháp giáo đường.
Tiểu vương quốc Fujairah có diện tích xấp xỉ 1.166 km², khoảng 1,5% diện tích của CTVQARTN, và là tiểu vương quốc lớn thứ năm. Dân số của tiểu vương quốc là khoảng 152.000 vào năm 2009, chỉ xếp trên Umm al-Quwain. Fujairah là tiểu vương quốc duy nhất gần như hoàn toàn là đối núi, do vậy có lượng mưa cao hơn mức trung bình của quốc gia, nông dân có thể trồng một vụ mỗi năm.
Nền kinh tế Fujairah dựa trên các khoản trợ cấp và tài trợ của chính phủ liên bang, bắt nguồn từ chính phủ Abu Dhabi. Công nghiệp địa phương bao gồm xi măng, nghiền đá và khai mỏ.